# Č
Č, č (C с гачеком) — буква расширенной латиницы. Обозначает звук [t͡ʃ]. Соответствует букве Ч во всех алфавитах славянских языков, основанных на кириллице, кроме русского. В русском языке буква, соответствующая твёрдому Ч (произносится как в слове лучше), отсутствует.
Была введена для чешской письменности Яном Гусом примерно в 1406 году («Чешская орфография», чеш. «De orthographia Bohemica»), в 1830 вошла в хорватский алфавит Людевита Гая, в 1900-е — в литовский алфавит, в 1920-е — в белорусский латинский алфавит.
В настоящее время употребляется для обозначения звука ч в чешском, словацком, хорватском и словенском алфавитах, а также в латинском варианте сербского алфавита, где является 4-й по счёту буквой. Также используется в некоторых финно-угорских языках: карельском, вепсском и др. Обозначая тот же звук, в литовском, латышском и северносаамском алфавитах является 5-й по счёту. Кроме того, 4-й по счёту буква является также в алфавите североамериканского индейского языка Лакота.
В польском алфавите аналогом служит диграф CZ, который противопоставляется мягкой Ч (как в русском языке), обозначаемой символом Ć.